# Campeonato Argentino de Futebol Feminino de 2017-18
O Campeonato Argentino de Futebol Feminino de 2017-18 foi a 40ª edição da competição organizada pela AFA. O UAI Urquiza foi campeão derrotando o Boca Juniors na final conquistando seu 4º título e uma vaga para a Libertadores Feminina de 2018.

## Regulamento
Disputada por 14 clubes, a Primera División é disputada em sistema de pontos corridos com 2 turnos de todos contra todos. Os seis melhores irão disputar a Copa Ouro, onde o saíra o campeão e do 7º ao 12º colocado irão disputar a Copa de Prata. O último colocado será rebaixado para a Segunda Divisão.

### Critérios de desempate
Caso haja empate de pontos entre dois clubes, os critérios de desempates serão aplicados na seguinte ordem (válido para cada torneio). Esses são os critérios:
1. Saldo de gols
2. Gols marcados
3. Confronto direto

### Libertadores Feminina
O campeão se classificará para a competição.

## Participantes
| Equipe           | Cidade        | Província                       |
| ---------------- | ------------- | ------------------------------- |
| Atlanta          | Buenos Aires  | Cidade Autônoma de Buenos Aires |
| Boca Juniors     | Buenos Aires  | Cidade Autônoma de Buenos Aires |
| Deportivo Morón  | Morón         | Província de Buenos Aires       |
| El Porvenir      | Gerli         | Província de Buenos Aires       |
| Estudiantes      | La Plata      | Província de Buenos Aires       |
| Excursionistas   | Buenos Aires  | Cidade Autônoma de Buenos Aires |
| Hebraica         | Pilar         | Província de Buenos Aires       |
| Huracán          | Buenos Aires  | Cidade Autônoma de Buenos Aires |
| Platense         | Vicente López | Província de Buenos Aires       |
| River Plate      | Buenos Aires  | Cidade Autônoma de Buenos Aires |
| San Lorenzo      | Buenos Aires  | Cidade Autônoma de Buenos Aires |
| UAI Urquiza      | San Martín    | Província de Buenos Aires       |
| UBA              | Buenos Aires  | Cidade Autônoma de Buenos Aires |
| Villa San Carlos | Berisso       | Província de Buenos Aires       |

## Primeira fase
| Pos. | Equipes          | P  | J  | V  | E | D  | GP  | GC  | SG   | Classificação ou rebaixamento                       |
| ---- | ---------------- | -- | -- | -- | - | -- | --- | --- | ---- | --------------------------------------------------- |
| 1    | UAI Urquiza      | 75 | 26 | 25 | 0 | 1  | 142 | 13  | +129 | Classificados às semifinais da Copa Ouro            |
| 2    | Boca Juniors     | 73 | 26 | 24 | 1 | 1  | 102 | 9   | +93  | Classificados às semifinais da Copa Ouro            |
| 3    | River Plate      | 65 | 26 | 21 | 2 | 3  | 100 | 16  | +84  | Classificados às quartas-de-finais da Copa Ouro     |
| 4    | San Lorenzo      | 55 | 26 | 18 | 1 | 7  | 88  | 30  | +58  | Classificados às quartas-de-finais da Copa Ouro     |
| 5    | UBA              | 42 | 26 | 13 | 3 | 10 | 41  | 46  | –5   | Classificados às quartas-de-finais da Copa Ouro     |
| 6    | Platense         | 42 | 26 | 13 | 3 | 10 | 41  | 48  | –7   | Classificados às quartas-de-finais da Copa Ouro     |
| 7    | Excursionistas   | 31 | 26 | 9  | 4 | 13 | 35  | 76  | –41  | Classificados às semifinais da Copa de Prata        |
| 8    | Villa San Carlos | 30 | 26 | 9  | 3 | 14 | 31  | 62  | –31  | Classificados às semifinais da Copa de Prata        |
| 9    | Huracán          | 30 | 26 | 9  | 3 | 14 | 27  | 58  | –31  | Classificados às quartas-de-finais da Copa de Prata |
| 10   | Estudiantes      | 28 | 26 | 8  | 4 | 14 | 28  | 48  | –20  | Classificados às quartas-de-finais da Copa de Prata |
| 11   | Atlanta          | 20 | 26 | 6  | 2 | 18 | 24  | 53  | –29  | Classificados às quartas-de-finais da Copa de Prata |
| 12   | Deportivo Morón  | 19 | 26 | 6  | 1 | 19 | 19  | 82  | –63  | Classificados às quartas-de-finais da Copa de Prata |
| 13   | El Porvenir      | 15 | 26 | 5  | 0 | 21 | 22  | 118 | –96  |                                                     |
| 14   | Hebraica         | 6  | 26 | 1  | 3 | 22 | 4   | 45  | –41  | Rebaixado à Segunda Divisão de 2018-19              |

## Copa de Prata

### Quartas-de-finais
| Equipe 1    | Total | Equipe 2        |
| ----------- | ----- | --------------- |
| Huracán     | w.o.– | Deportivo Morón |
| Estudiantes | 3–2   | Atlanta         |

### Fase final
|  | Semifinais           | Semifinais  | Semifinais | Semifinais |   |                | Final | Final | Final | Final |
|  |                      |             |            |            |   |                |       |       |       |       |
|  | Excursionistas (pen) | 1           | 0          | 1 (4)      |   |                |       |       |       |       |
|  | Huracán              | 1           | 0          | 1 (1)      |   |                |       |       |       |       |
|  | Huracán              | 1           | 0          | 1 (1)      |   | Excursionistas | 0     | 0     | 0     |       |
|  |                      |             |            |            |   | Excursionistas | 0     | 0     | 0     |       |
|  |                      | Estudiantes | 4          | 0          | 4 |                |       |       |       |       |
|  | Villa San Carlos     | Estudiantes | 4          | 0          | 4 | 1              | 0     | 1     |       |       |
|  | Villa San Carlos     |             |            |            |   | 1              | 0     | 1     |       |       |
|  | Estudiantes          | 1           | 1          | 2          |   |                |       |       |       |       |

## Copa Ouro

### Quartas-de-finais
| Equipe 1    | Total | Equipe 2 |
| ----------- | ----- | -------- |
| River Plate | 6–1   | Platense |
| San Lorenzo | 6–1   | UBA      |

### Fase final
|  | Semifinais   | Semifinais   | Semifinais | Semifinais |   |             | Final | Final | Final | Final |
|  |              |              |            |            |   |             |       |       |       |       |
|  | UAI Urquiza  | 1            | 3          | 4          |   |             |       |       |       |       |
|  | River Plate  | 1            | 0          | 1          |   |             |       |       |       |       |
|  | River Plate  | 1            | 0          | 1          |   | UAI Urquiza | 1     | 4     | 5     |       |
|  |              |              |            |            |   | UAI Urquiza | 1     | 4     | 5     |       |
|  |              | Boca Juniors | 2          | 0          | 2 |             |       |       |       |       |
|  | Boca Juniors | Boca Juniors | 2          | 0          | 2 | 2           | 2     | 4     |       |       |
|  | Boca Juniors |              |            |            |   | 2           | 2     | 4     |       |       |
|  | San Lorenzo  | 1            | 1          | 2          |   |             |       |       |       |       |

## Premiação
| Campeonato Argentino Feminino de 2017-18 |
| ---------------------------------------- |
| UAI Urquiza (4º título)                  |